# M/S Color Magic
Color Magic er verdens største cruise færge med et bildæk. Color Magic er ejet af det norske rederi Color Line.
Color Magic har en længde på 223,75 meter og brede på 41,35 meter.
Color Magic er bygget år 2007 og har sejlet på rutten mellem Oslo og Kiel lige siden.
Ombord er der både skybar, badeland, koncertsal, fitnesscenter, 2 buffetrestauranter, en promonade og meget mere.
På turen sejler den under Storebæltsbroen, hvor man får et fantastisk syn op på broen.
Color Magic har en storesøster (MS Color Fantasy) som er bygget 2004. Color Fantasy sejler samme rute som Color Magic.
 Der er for få eller ingen kildehenvisninger i denne artikel, hvilket er et problem. Du kan hjælpe ved at angive troværdige kilder til de påstande, som fremføres i artiklen.